# Туапсинський оборонний район
Туапсинський оборонний район (рос. Туапсинский оборонительный район) — тимчасове оперативне об'єднання радянських військ, що діяло в ході оборони Севастополя за часів німецько-радянської війни. Створено 22 серпня 1942 року з частин Чорноморської групи військ Закавказького фронту та Туапсинської військово-морської бази. Розформовано 26 січня 1943 року. Командувач — контрадмірал Г. В. Жуков.

## Історія
За рішенням Ставки Верховного Головнокомандування Чорноморська група військ, що діяла на цьому напрямку, була посилена двома дивізіями та двома стрілецькими бригадами зі складу Закавказького фронту і було створено два оборонні райони — Пшадський та Туапсинський. Особлива увага в цьому плані приділялася обороні Туапсе і перевалів. З метою кращого об'єднання всіх сил і засобів для розгрому противника рішенням Військової ради фронту на території Туапсинської військово-морської бази в межах Джубга — Лазаревська — Георгієвська було створено Туапсинський оборонний район, підпорядкований командувачу 18-ї армії. Командуючим районом було призначено командира Туапсинської військово-морської бази контрадмірала Г. В. Жукова. Оборона узбережжя у межах району покладалася на сили ВМБ, а оборона сухопутного напряму — на чотири дивізії Чорноморської групи військ Закавказького фронту.
Система оборони Туапсинського оборонного району включала зовнішній і внутрішній обводи. Протяжність першого становила близько 80 км, а другого — 20 км. Місто Туапсе було підготовлено до кругової оборони.
До початку наступу гітлерівців в операційній зоні Туапсинського оборонного району було створено 14 батальйонних оборонних районів та 17 окремих ротних опорних пунктів. Пшадський оборонний район на кінець вересня налічував 12 батальйонних оборонних районів.
Для зручності управління силами Туапсинський оборонний район було розбито на три бойові сектори. Морська і зенітна артилерія бази, а також надані їй армійські артилерійські полки (всього 106 артилерійських систем калібром від 180 до 45 мм, у тому числі армійської — 40 стволів, морської артилерії — 37 стволів і зенітної артилерії займали межі оборони. Частини бази та прикордонні загони військ НКВС переходили до оперативного підпорядкування командирів бойових секторів.
Організація протидесантної оборони узбережжя від Джубги до Лазаревської покладалася на Туапсинську військово-морську базу. Цей район був розбитий на чотири бойові ділянки, які займали частини бази та надані їй підрозділи 18-ї та 56-ї армій.